# Сакарка (хутор)
Сакарка — хутор в Городищенском районе Волгоградской области России, в составе Паньшинского сельского поселения.

## История
Первоначально известен как посёлок фермы № 2 совхоза «Котлубань». Посёлок относился к Самофаловскому сельсовету (впоследствии Котлубанский сельсовет). Посёлок фермы № 4 совхоза «Котлубань» значится в списке населённых пунктов Городищенского района по состоянию на 1 июня 1952 года. В 1963 году в составе Самофаловского сельсовета передан в Дубовскому району. Решением Волгоградского облисполкома от 4 декабря 1964 года № 34/501 посёлок фермы № 2 совхоза «Котлубань» переименован в посёлок Сакарка. В 1977 году хутор Грачи в составе Котлубанского сельсовета передан в состав Городищенского района. В 1979 году включён в состав Самофаловского сельсовета. В 1984 года передан в состав Паньшинского сельсовета.

## География
Хутор расположен в степи на северо-западе Городищенского района в пределах Приволжской возвышенности, относящейся к Восточно-Европейской равнине, на левом берегу реки Паньшинка (правый приток Дона), восточнее хутора Паньшино, на высоте около 45 метров над уровнем моря. Рельеф местности равнинный. Почвы — каштановые солонцеватые и солончаковые.
По автомобильным дорогам расстояние до центра Волгограда составляет 56 км, до районного центра посёлка Городище — 46 км.
Часовой пояс
Сакарка, как и вся Волгоградская область, находится в часовой зоне МСК (московское время). Смещение применяемого времени относительно UTC составляет +3:00.

## Население
| 1987 | 2002 |
| ---- | ---- |
| 260  | 241  |

| 2010 |
| ---- |
| 235  |